# Sclerophrys channingi
Sclerophrys channingi es una especie de anfibios anuros de la familia Bufonidae.

## Distribución geográfica y hábitat
Es endémica de las selvas del noreste de la República Democrática del Congo; quizá en zonas adyacentes de Ruanda, Burundi y Uganda.